# Kludenbach
Kludenbach település Németországban, Rajna-vidék-Pfalz tartományban. Lakosainak száma 118 fő (2023. december 31.). Kludenbach Todenroth, Metzenhausen és Kirchberg községekkel határos.

## Népesség
A település népességének változása:
| Lakosok száma | 91   | 110  | 110  | 107  | 123  | 120  | 118  |
|               | 1975 | 2010 | 2017 | 2019 | 2021 | 2022 | 2023 |